# 天妃灵应之记碑
《天妃灵应之记》碑位于中国福建省福州市长乐区郑和公园内，俗称郑和碑，1961年被列为第一批福建省文物保护单位，2006年作为圣寿宝塔附属文物被列为第六批全国重点文物保护单位。
《天妃灵应之记》碑原在圣寿宝塔旁的南山天妃宫内，天妃宫已毁，原址建郑和史迹陈列馆，“天妃灵应之记”碑移入保存。碑立于明宣德六年（1431年）仲冬，高1.62米，宽0.78米，厚0.16米，篆额分三列题“天妃灵应之记”六字，碑文楷书30列，共1177字，记载了郑和船队历次航行时间、船只、人员等内容，是中国仅存的记述郑和下西洋的碑刻，具有重要历史价值。